# Berufsorientierende Oberschule Spremberg
Die Berufsorientierende Oberschule Spremberg (BOS Spremberg) ist eine berufsbildende Schule im brandenburgischen Spremberg, die die Klassenstufen 7 bis 10 umfasst.

## Geschichte des Gebäudes
Das Gebäude der Schule befindet sich in der Wirthstraße 1 in Spremberg. Es wurde am 1. April 1905 als Grundschule und höhere Mädchenschule eröffnet. Im Jahr 1922 wurde die höhere Mädchenschule zu einem Mädchen-Lyzeum umgewandelt. Zu dieser Zeit wohnte der spätere Schriftsteller Erwin Strittmatter in der Kellerwohnung des Hausmeisters. Im Jahr 1926/27 wurde das Lyzeum mit dem Realgymnasium zusammengelegt, um Kosten zu sparen. Im Jahr 1933/34 wurden die Mädchen- und Jungenklassen durch die Schulpolitik des nationalsozialistischen Staates getrennt. Während des Ersten und Zweiten Weltkriegs wurde die Turnhalle des Gebäudes als Lazarett genutzt.
Nach dem Ende des Zweiten Weltkriegs wurde der Schulbetrieb wieder aufgenommen. Im Jahr 1948 wurde die Stadt in Schulbezirke eingeteilt und im Gebäude der Wirthstraße waren die Grundschulen I und III sowie zeitweilig das Gymnasium untergebracht. Die Grundschulen erhielten die Namen Karl-Liebknecht-Schule und Rosa-Luxemburg-Schule. Im Jahr 1956 wurden die Grundschulen zu einer Mittelschule zusammengefasst, die im Jahr 1959 wieder in zwei Mittelschulen aufgeteilt wurde. Im selben Jahr wurde die 10-klassige polytechnische Oberschule (POS) eingeführt. Im Jahr 1977 zog die POS Rosa Luxemburg in das Gebäude in der Mittelstraße, während die POS Karl Liebknecht in der Wirthstraße verblieb. Im Jahr 1991 wurden die Grundschule (Klassen 1–6) und die 1. Gesamtschule (Klassen 7–10) gebildet. Im Jahr 1993 zog die Grundschule aus dem Gebäude der Wirthstraße in den Schulkomplex Gartenstraße. Von Juli 2001 bis Juli 2002 wurde das Gebäude der Wirthstraße rekonstruiert und im Juli 2002 zog die Gesamtschule wieder ein.
Im Jahr 2025 begeht die Schule das 120-jährige Jubiläum des Schulstandortes.

## Über die Schule
Die heutige Schule wurde 2005 gegründet und hat etwa 400 Schüler und 30 Lehrkräfte. Sie hat den Schwerpunkt auf die Berufsvorbereitung. Die Schule bietet verschiedene Wahlpflichtfächer an, wie Naturwissenschaften, Physik, Biologie und Russisch als Fremdsprache; darüber hinaus gibt es verschiedene Arbeitsgemeinschaften.
Die BOS Spremberg nimmt regelmäßig an verschiedenen Projekten, Wettbewerben und Veranstaltungen teil, wie z. B. Skilager, Impuls Messe und einen Tag der offenen Tür. In der Schule finden Ausbildungs- und Studienbörsentage statt.
Aufgrund der Prognose steigender Schülerzahlen (2023: 413, 2030: 468 (geschätzt)) ist geplant, die Schule, die 2023 schon überfüllt war, zu erweitern, ggf. das alte Schulgebäude zu ersetzen.

## Räume
Folgende Räumlichkeiten sind in der BOS Spremberg vorhanden:
Kabinette
- Chemie
- Biologie
- Physik
- Kunst
- WAT-Küche
- Werkstoffbearbeitung
- Elektronik

Medien
- Computerraum
- Bibliothek

Freizeit
- Freizeitraum
- Schülercafé
- Aula
- Schulsozialarbeit

Sport
- Turnhalle
- Kleinsportanlage